# Marwari jezik
Marwari jezik (ISO 639-3: mwr), makrojezik iz Indije i Pakistana. Pripada široj radžastanskoj skupini. 
Obuhvaća individualne jezike dhundari [dhd] (Indija), 9 000 000 (2002 L. Gusain); marwari [rwr] (Indija), 5 622 600 u Indiji, Nepalu i Pakistanu; marwari [mve] (Pakistan), 220 000; merwari [wry] (Indija), 3 900 000 (2001 popis); mewari [mtr] (Indija), 2 000 000 (2003); Shekhawati [swv] (Indija), 3 000 000 (L. Gusain 2002).

## Vanjske poveznice
- Ethnologue (14th)